# Leucania owadai
Leucania owadai är en fjärilsart som beskrevs av Shigero Sugi 1982. Leucania owadai ingår i släktet Leucania och familjen nattflyn. Inga underarter finns listade i Catalogue of Life.